# Ипсилон (мост)
Мост Ипсилон (норв. Ypsilonbrua) — вантовый мост для пешеходов и велосипедов в Драммене, Норвегия  (норв.). Мост был спроектирован компанией «Arne Eggen Architects». Трёхпролётный мост получил название «Ипсилон» благодаря своей особой форме — с воздуха это похоже на Y.

## Расположение
Пешеходный мост соединяет Куннскапспаркен, научный парк Гренланд в Драммене с городским парком в Брагернесе. Проект совместно финансировался муниципалитетом Драммена и Куннскапспаркена. Куннскапспаркен включает в себя библиотеку Бускерудского Университетского колледжа, публичную библиотеку Драммена и Бускерудскую областную библиотеку  (норв.).

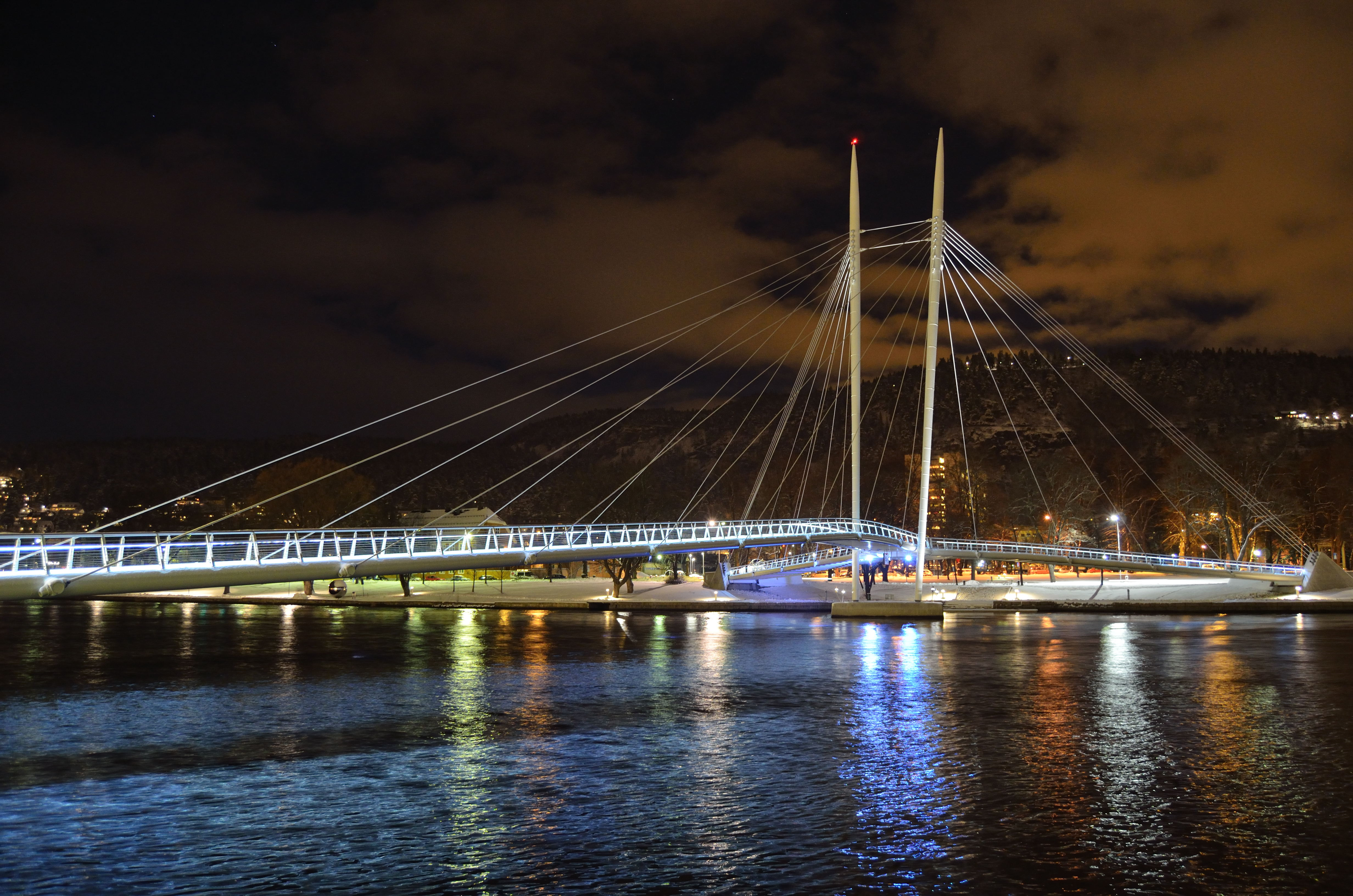
Мост Вечером

Мост держится на наклонных стержней из башни. Протяжённость моста 90 метров. Официальное открытие состоялось 16 января 2008, оно показывывалось по телевидению TV 2.  (норв.)

## Награды
Мост получил премию «European Steel Bridges Award» (Премия европейских стальных мостов) в 2008.
Также мост был награждён муниципалитетом Драммена за хорошую технику строительства  (норв.).

## Фотогалерея

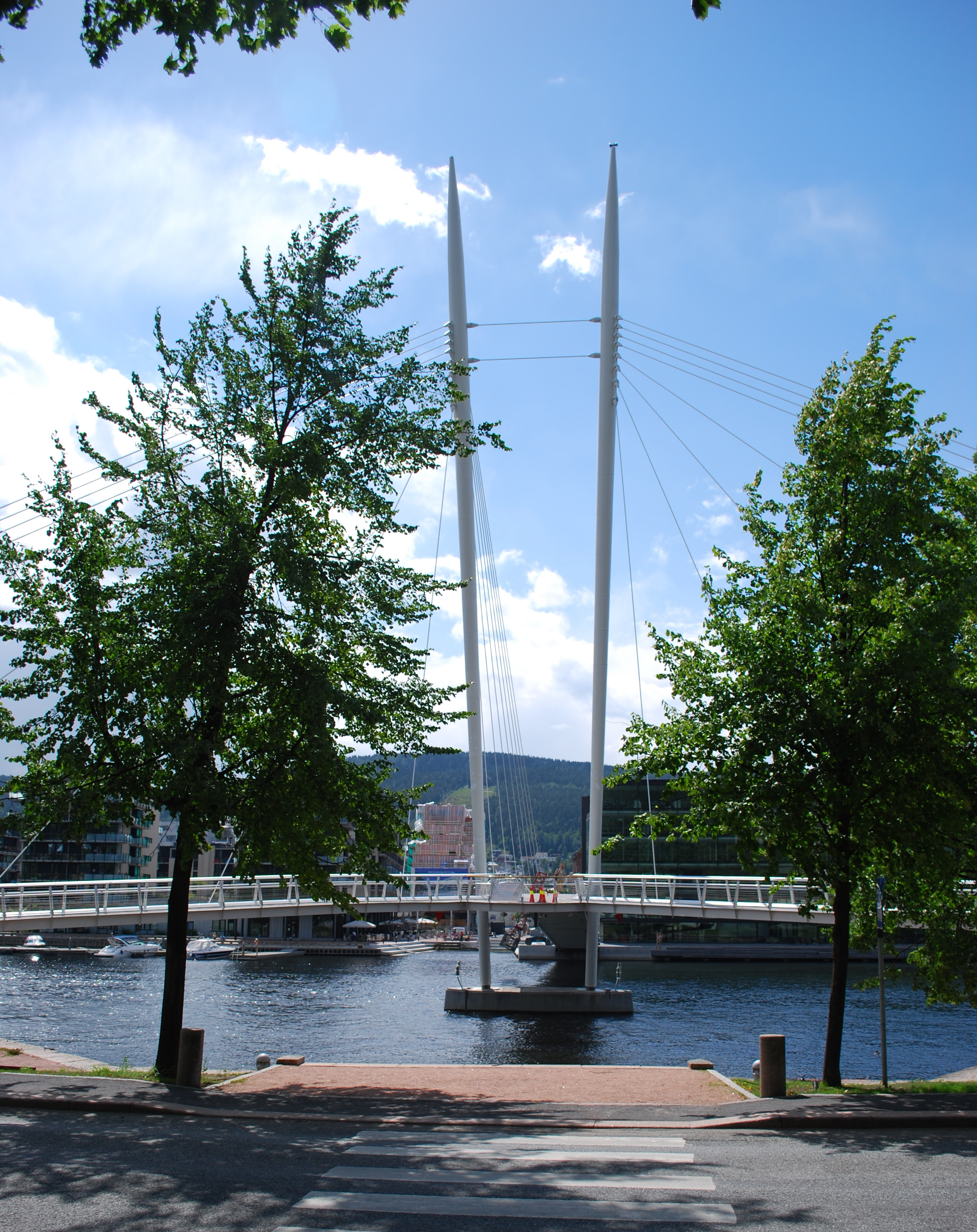
Ипсилон со стороны Брагернес
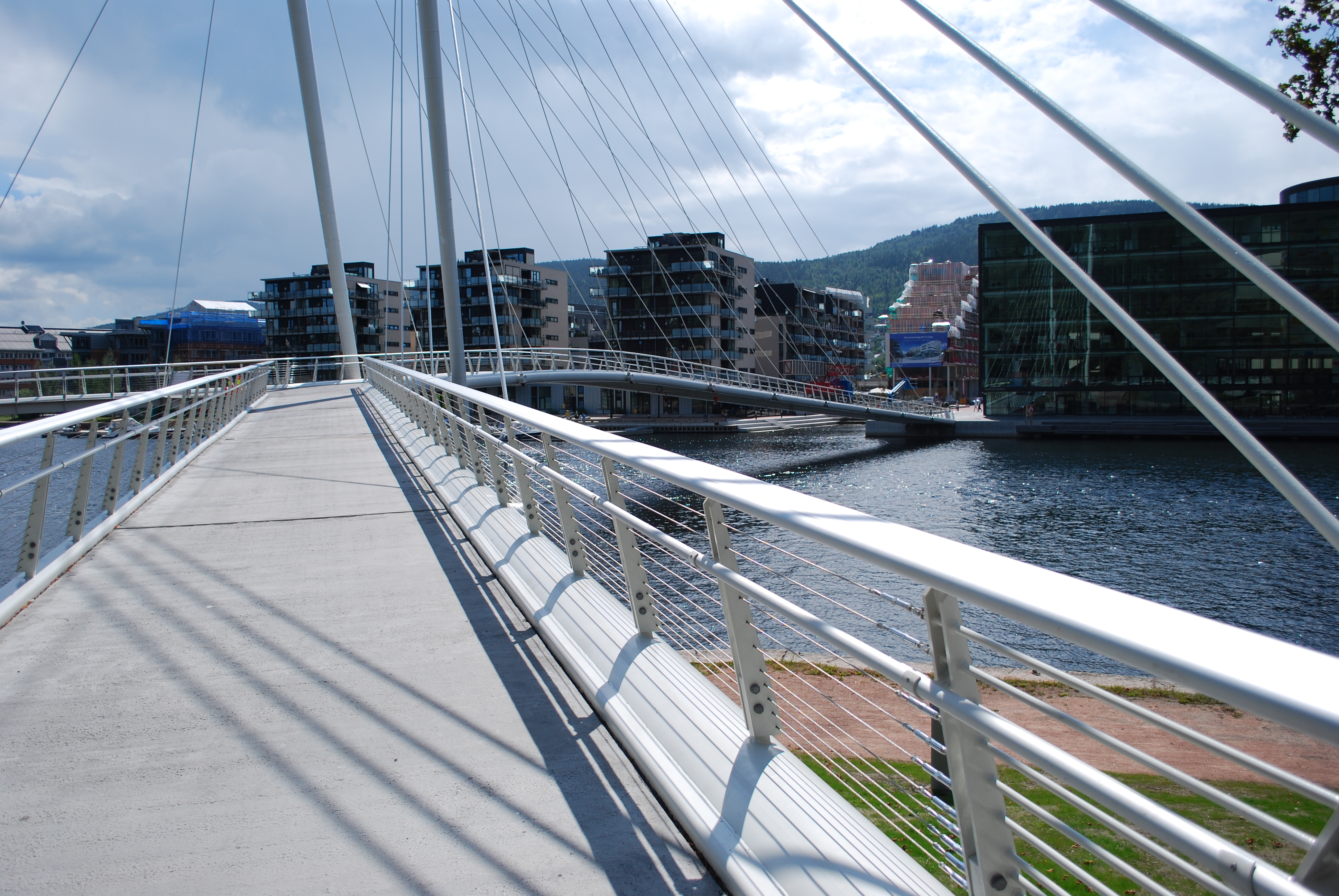
Мост крупным планом
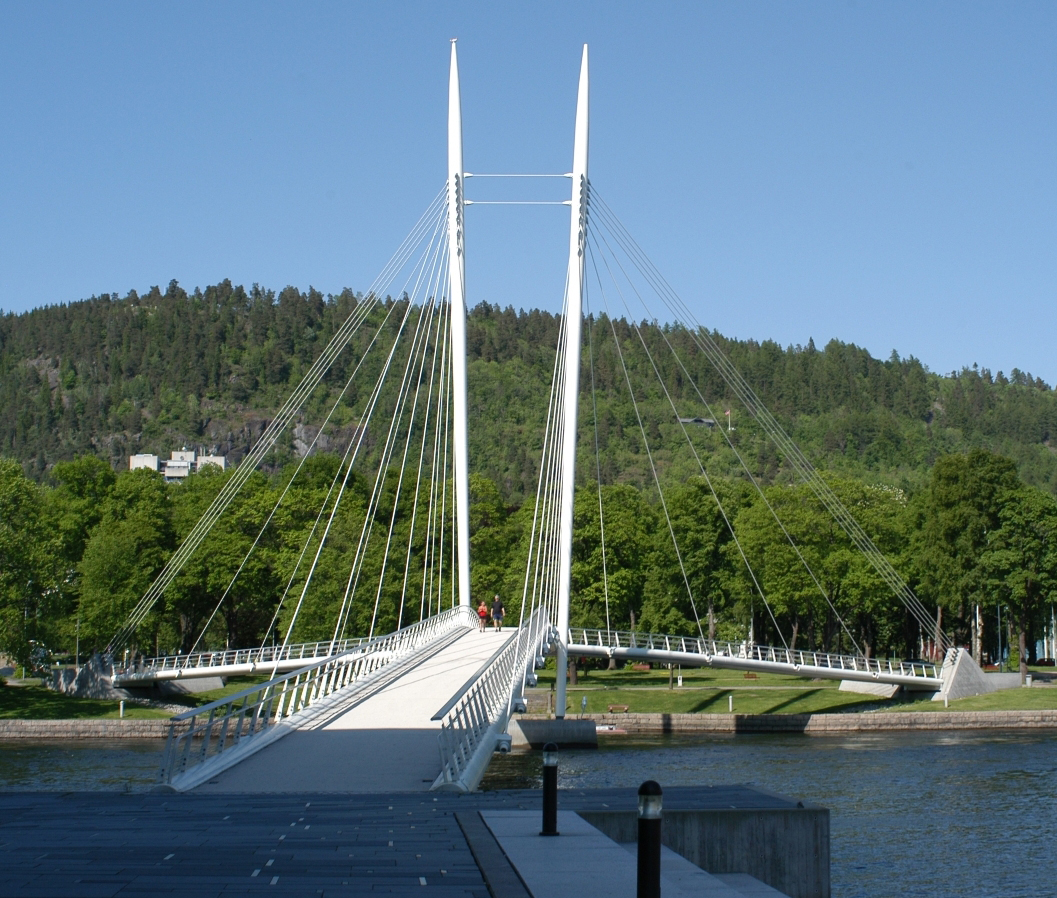
Ипсилон со стороны Стромсё